# Al-Bar'ah
Al-Bar'ah é uma dança e música beduína tradicional das montanhas de Dofar no sul de Omã.
De dez a trinta homens e mulheres executam uma dança guerreira e, semicírculo. Desenvolve-se para o exterior, festejando casamentos, circuncisões ou festas religiosas. A dança é acompanhada com poseia cantada nos dialetos das tribos locais e música de tambores al-kasir, al-rahmâni e ad-daff, bem como da flauta al-qassaba. Cada tribo tem a sua própria forma de Al-Bar'ah com ritmos de percussão e passos de dança característicos.
A UNESCO inscreveu o « Al-Bar’ah, música e dança dos vales dofaris de Omã» em 2010 na Lista Representativa do Património Cultural Imaterial da Humanidade.